# Гранов Костянтин Вячеславович
Костянти́н Вячесла́вович Гра́нов (нар. 8 червня 1983 — 31 травня 2018) — старший солдат Збройних сил України, учасник російсько-української війни.

## Життєпис
Народився 1983 року в місті Харків, де й мешкав. Закінчив Харківський національний університет імені В. Н. Каразіна.
В часі війни — старший солдат, командир розвідувального відділення розвідвзводу 92-ї бригади.
27 травня 2018 року зазнав важкого поранення у голову кулею снайпера в зоні проведення ООС. 31 травня 2018-го помер вранці в Обласній клінічній лікарні ім. Мечникова міста Дніпро.
2 червня 2018-го похований на Безлюдівському кладовищі, Алея Слави.
Без Костянтина лишились дружина та неповнолітній син.

## Нагороди та вшанування
- указом Президента України № 239/2018 від 23 серпня 2018 року «за особисту мужність і самовіддані дії, виявлені у захисті державного суверенітету та територіальної цілісності України, зразкового виконання військового обов'язку» — нагороджений орденом «За мужність» III ступеня (посмертно)[1]